# Statistisches Landesamt Bremen
Das  Statistische Landesamt Bremen stellt als Träger der amtlichen Statistik im Lande Bremen Datenmaterial über die sozialen und wirtschaftlichen Gegebenheiten im  Bundesland bereit.
Es richtet sein Handeln nach dem "Verhaltenskodex für Europäische Statistiken" (Code of Practice). Die wesentlichen Aufgaben des Amtes sind in dem Gesetz über die Statistik für Bundeszwecke (Bundesstatistikgesetz – BStatG) vom 22. Januar 1987 und dem Landesstatistikgesetz (LStatG) vom 11. Juli 1989 festgelegt und bieten der Behörde den gesetzlichen Rahmen.

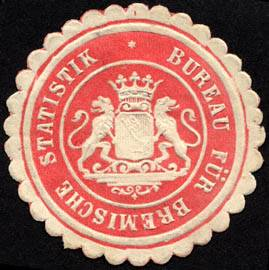
Siegelmarke des Bureaus für bremische Statistik

## Geschichte
Das „Bureau für bremische Statistik“ entstand 1867 als eine Zusammenführung des 1861 errichteten "Provisorische Bureau für die allgemeine Staats- und Städtestatistik" und des 1850 gegründeten "Bureau für Handelsstatistik". 1901 wurde das „Bureau für bremische Statistik“ in „Bremisches Statistisches Amt“ umbenannt.
1921 erfolgte die Umbenennung in "Statistisches Landesamt Bremen". In der Zeit zwischen 1942 und 1947 wurde das Amt mehrmals umbenannt u. a. in Statistisches Amt der Hansestadt Bremen, Statistisches Amt Weser/Ems, Statistisches Amt der Freien Hansestadt Bremen. Nach mehrmaligem Standortwechsel ist das Statistische Landesamt Bremen seit 1966 am Standort An der Weide 14–16 angesiedelt.

## Aufgaben
Neben der Realisierung von über 200 Statistiken ist die Darstellung und Veröffentlichung der Ergebnisse eine Aufgabe des Statistischen Landesamtes. Das Statistische Landesamt Bremen agiert als ein Teil des "Statistischen Verbundes", dem alle 14 statistischen Landesämter sowie das Statistische Bundesamt in Wiesbaden angehören. Die einzelnen Landesämter erstellen die Statistiken für ihre jeweiligen Gebiete, das Statistische Bundesamt vereint die publizierten Ergebnisse zu einer Bundesstatistik.
Neben der Volkswirtschaftlichen Gesamtrechnung erstellt das Amt Prognose- und Modellrechnungen und führt sozio-ökonomische Untersuchungen durch. Außerdem hat es eine beratende Funktion den weiteren Behörden des Landes gegenüber und unterstützt diese mit seinen Ergebnissen.
In das Statistische Landesamt Bremen ist das Wahlamt integriert, es ist für die Durchführung inklusive der Vorbereitung und der anschließenden Auswertung der Wahlen in der Stadtgemeinde Bremen zuständig.